# Regino López
Regino López (* 1861 in Asturien; † 1945 in Havanna) war ein kubanischer Schauspieler, Regisseur und Sänger.
López wirkte mehr als 30 Jahre am Teatro La Alhambra de Cuba, dessen Miteigentümer er seit 1901 war, als Schauspieler, Regisseur und Sänger. Seine Kompagnie war als La compañía de Regino bekannt. Zwischen 1907 und 1923 nahm er mehr als 180 Schallplatten auf. Eine seiner letzten Aufnahmen war ein Duo mit  Blanca Becerra aus dem Jahr 1927.